# Клатови
Клатови (чеськ. Klatovy, нім. Klattau) — місто на заході Чехії, в Пльзенському краї. Є адміністративним центром округу Клатови.
Населення 21 587 жит. (2022).

## Історія
Перша письмова згадка про Клатови датується 1253 роком, коли це було невелике поселення на торговому шляху з Богемії в Баварію. Між 1260 і 1263 роками Отокар II Богемський з поселення створив королівське місто. Міські стіни були побудовані та вдосконалені між 13 і 16 століттями. Незважаючи на гуситські війни та пожежу 1464 року, яка знищила всі передмістя, розвиток міста продовжувався. На початку 16 століття Клатови входили до десятки найважливіших міст Чехії.
У 16 столітті Клатови продовжували процвітати, було побудовано багато важливих будівель. Але місто постраждало від кількох пожеж, а Тридцятилітня війна спричинила занепад. У середині XVII століття в місто прийшли єзуїти, які не тільки збудували багато споруд, а й розвивали освіту. Проте під час пожежі 1689 року, багато пам'яток готики та ренесансу згоріли.
У 18 столітті Клатови став адміністративним центром краю. На початку ХІХ століття частину укріплень було знесено, і місто змінило своє архітектурне обличчя. У другій половині XIX століття Клатови стали центром культурного та громадського життя. Розвитку торгівлі сприяло будівництво нових залізничних і автомобільних доріг.
Під час Другої світової війни Клатови були окуповані Німеччиною. У 1942 році Клатови були центром руху опору, який був жорстоко придушений стратою 73 патріотів у Спаленому лісі за часів Рейнхарда Гейдріха. У 1945 році деякі райони міста сильно постраждали від бомбардувань, а будівлю залізничного вокзалу було повністю зруйновано. Клатови було звільнено 5 травня 1945 року армією США. Німецьке населення, що залишилося, було виселене згідно з Потсдамською угодою 1945 року.

## Галерея

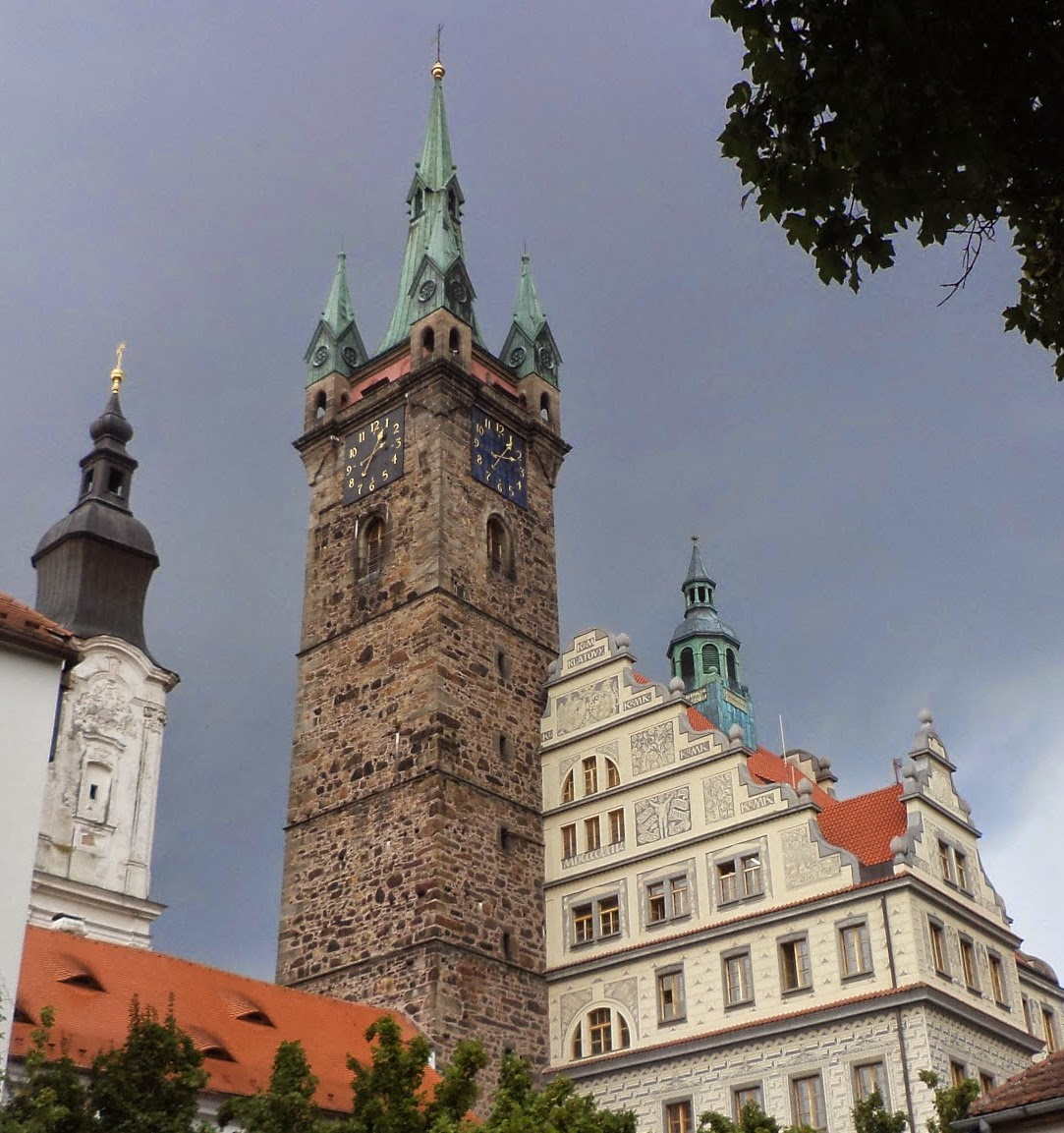
Чорна вежа
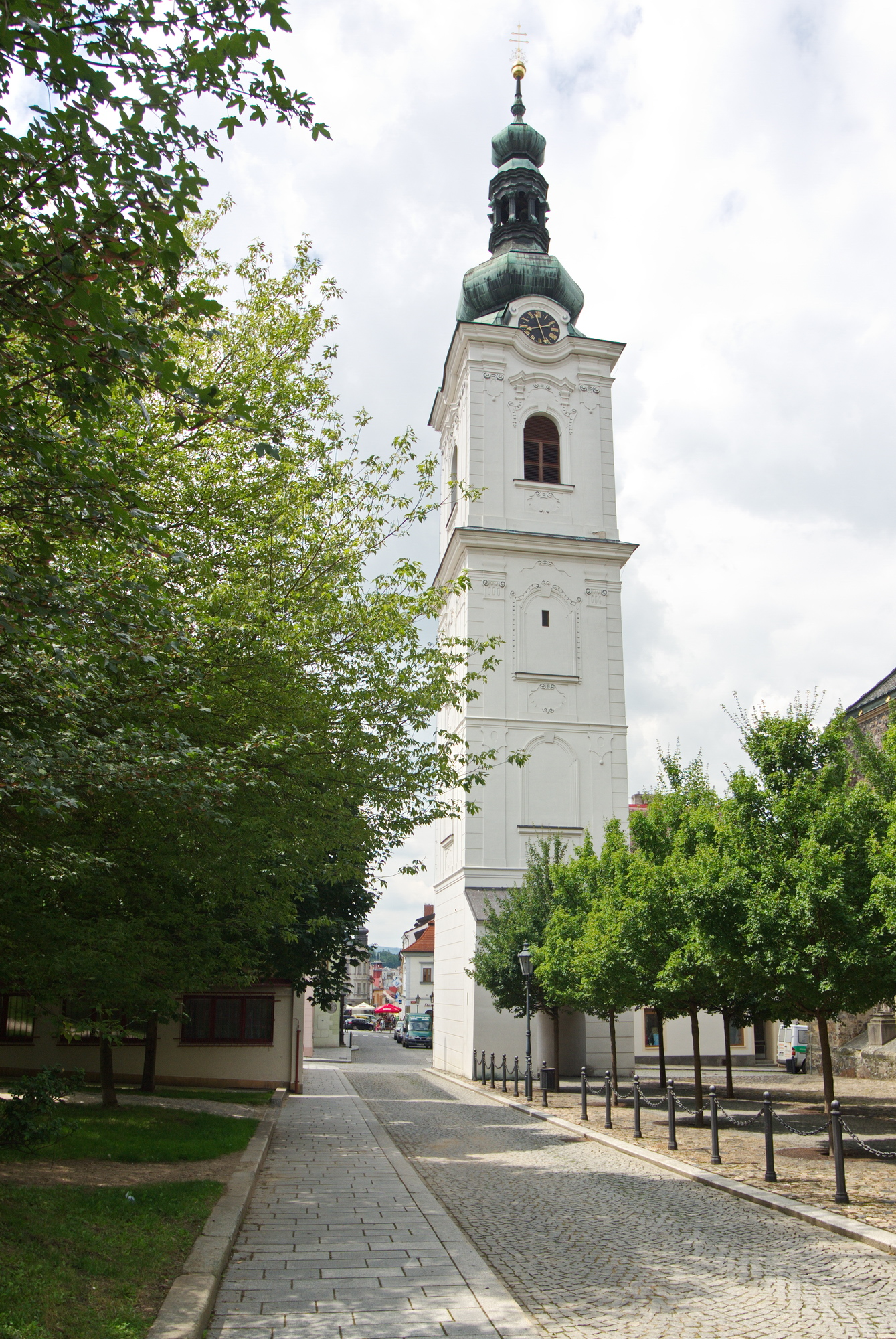
Біла вежа
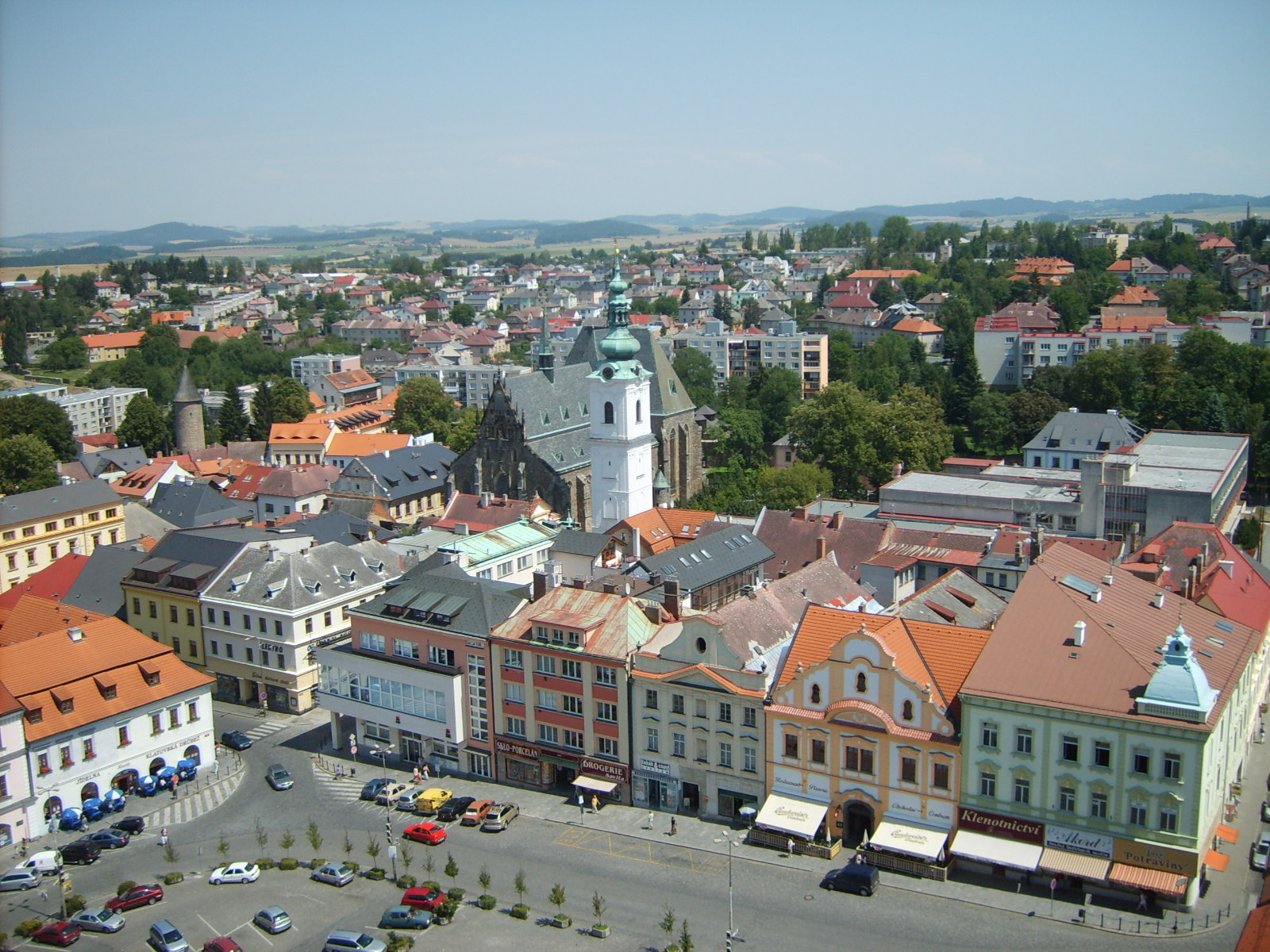
Краєвид на південний схід міста
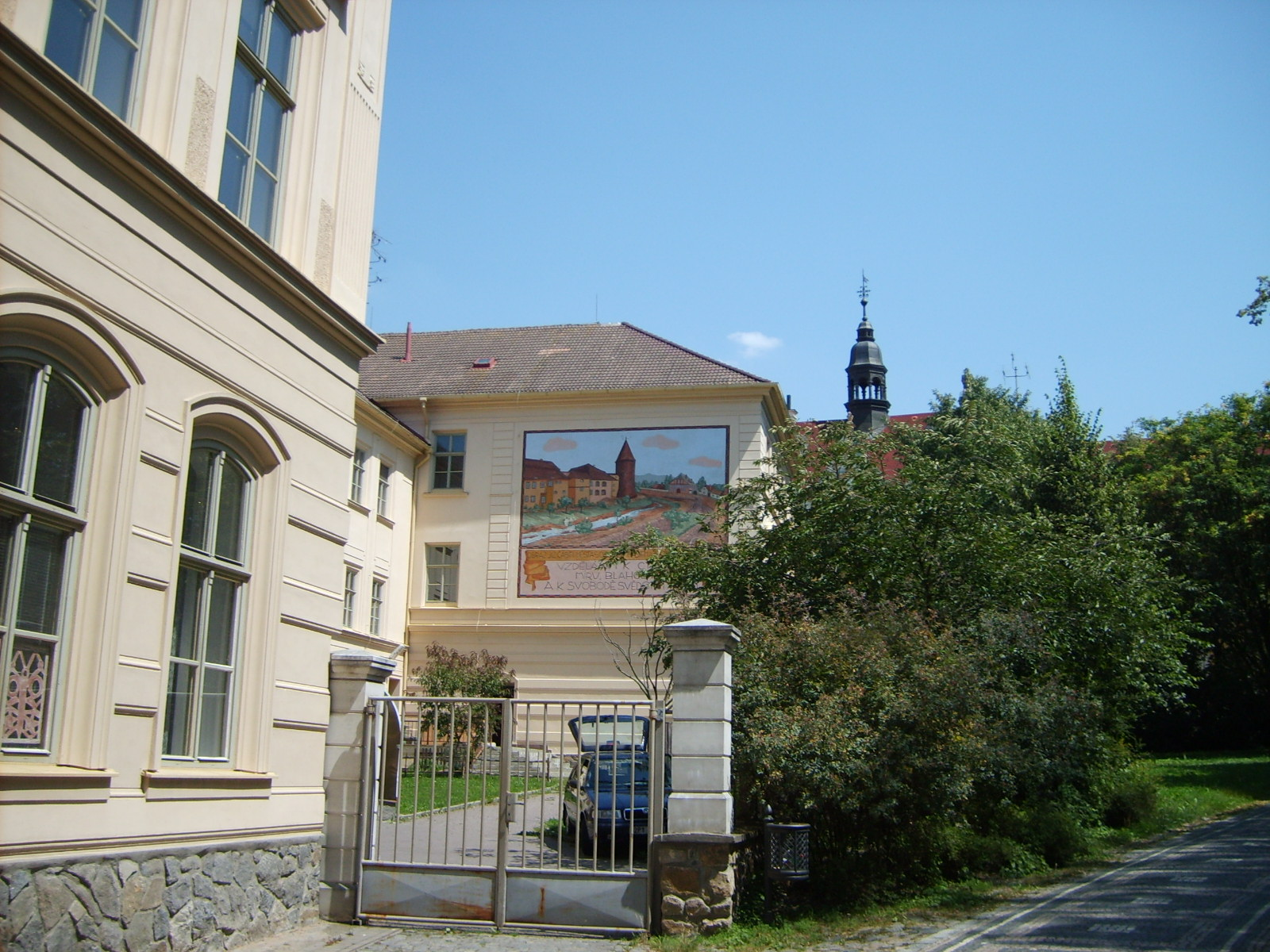
Міський музей